# Danmarks Olympiske Akademi
Danmarks Olympiske Akademi er et udvalg under Danmarks Idræts-Forbund som startede 1985. Akademiet har bl.a til opgave at følge udviklingen inden for den olympiske bevægelse og udbrede kendskabet til den ved at afholde seminarer, sessioner og debatmøder og udarbejde undervisningsmateriale.
| Sport | Spire Denne artikel om sport er en spire som bør udbygges. Du er velkommen til at hjælpe Wikipedia ved at udvide den. |